# Шор (партия)
Партия „Шор“ (на молдовски: Partidul “Șor”), до 2016 г. – Обществено-политическо движение „Равноправие“ (на молдовски: Mișcarea social-politică „Ravnopravie“) е политическа партия в Молдова. Представлява многонационална политическа асоциация на граждани от националните малцинства: руснаци, украинци, гагаузи, българи, беларуси, евреи, поляци, цигани (роми), немци, арменци, татари, и др. Председател на партията е Илан Шор.

## История
Партията е основана на 13 юни 1998 година. 
На 19 юни 2023 година Конституционният съд на Молдова забранява партията.

## Избори
Обществено-политическо движение „Равноправие“ взима участие на местните избори през 1999, 2003 и 2009 година, както и на парламентарните през 2001 (0,44 %), 2005 (2,83 %) и 2010 (0,1 %) година.